# 高木章
高木 章（たかぎ あきら、1904年（明治37年）5月12日 - 1966年（昭和41年）11月17日）は、日本の教育者、政治家。国際短期大学の創立者にして初代学長。息子は二代目学長の高木一明。衆議院議員（1期）。東京出身。

## 経歴
1926年、日本大学専門部法律科卒業。同専門部法律科副手に就く。
1928年より二松學舍専門学校講師。1933年中野高等無線電信学校を創立し、幹事に就任。
1941年、財団法人中野学園を設立し、同理事長に就任。中野学園中学校（旧制）を創立。
1946年、国際外国語学校（国際短期大学の前身）を創立し、同学校長に就任。
1948年、財団法人中野学園を財団法人国際学園に改称し、中野学園中学校（旧制）を国際中学校と国際高等学校に変更。
1949年、第24回衆議院議員総選挙で東京4区より民主自由党の公認を受けて立候補し、初当選。同年、民主自由党の政調会文部副部長に就任する。
1950年、国際外国語学校を母体として国際短期大学を創立し、同初代学長に就任。
1951年、学校法人国際学園初代理事長に就任。
1952年、第25回衆議院議員総選挙で民主自由党の後継政党の自由党公認で出馬するも落選。以後、数度立候補するものの落選し、政界を引退する。
1953年より二松學舍大学文学部客員教授に就任（1966年まで）。